# Cuscuta jalapensis

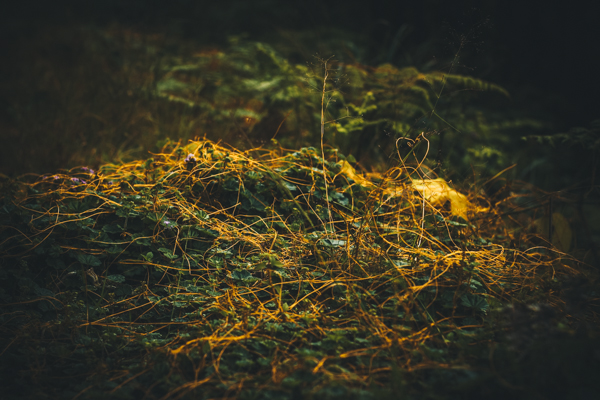
Planta conocida como "sacapale o zacapale. Fotografía tomada en un bosque de Zacapoaxtla, Puebla, México.

Cuscuta jalapensis es una planta parásita trepadora anual de la familia Convolvulaceae.

## Descripción
Es una planta trepadora, parásita, anual, con los tallos lisos un poco gruesos y de color naranja. Sus flores son blancas o blanco verdoso. Los frutos son cápsulas de forma globosa, con semillas pequeñas.

## Distribución y hábitat
Es originaria de México, donde está presente en climas semisecos y templados desde los 1000 hasta los 3000 m s. n. m. Crece sobre otras plantas, asociada a vegetación muy perturbada de matorral xerófilo, bosque mesófilo de montaña, bosques de encino, de pino y mixto de encino-pino.

## Propiedades
Los usos medicinales que se conocen de esta especie en el estado de Puebla la indican útil en casos de tiricia, bilis, ictericia, quemaduras y contra el susto, mientras que en el estado de Veracruz se emplea en el tratamiento de quemaduras y la alferecía.

## Taxonomía
Cuscuta jalapensis  fue descrita por Diederich Franz Leonhard von Schlechtendal  y publicado en Linnaea 8: 515. 1833.

## Nombres comunes
Cabellos de Ángel, loganisilla, sacapale, fideo, zacapal, zacapale, zacate para sacar dolor.